# La Canée
Pour les articles homonymes, voir Hania.
Pour le district régional, voir La Canée (district régional).
La Canée (de l'italien : La Canea) ou Chaniá (en grec moderne : τα Χανιά [au pluriel] ; parfois romanisé en Hania) est une ville de Crète occidentale, dans le district régional du même nom, en Grèce. C'est la deuxième ville de l'île, avec environ 55 000 habitants et 108 000 habitants dans l'ensemble de son aire urbaine.

## Histoire

### Antiquité
La Canée est située sur l’ancien emplacement minoen de Cydonia, sur la colline de Kastélli (en). La ville se développe à nouveau à la fin de l’époque minoenne comme une importante cité-État de la Grèce classique, dont les limites s’étendaient de la baie de La Canée jusqu'au pied des Montagnes blanches. Kydonia était constamment en guerre avec d’autres cités-États telles que Aptera, Falásarna et Polyrrinia, voire Égine, qui commémore une victoire au temple d'Aphaïa. La cité est assez importante pour être mentionnée dans l’Odyssée d’Homère. En 69 av. J.-C., le consul romain Metellus défait les Crétois et conquiert Kydonia à qui il accorde les privilèges d’une cité-État indépendante. Kydonia eut le droit de frapper sa propre monnaie jusqu’au IIIe siècle apr. J.-C.

### Moyen Âge
Le début de la période byzantine, assez mal documenté, n'est que la continuité de la période romaine, le christianisme en plus. Les armées musulmanes venues de l'Espagne mauresque (menées par des exilés de Cordoue) fondent un État islamique qui domina le Crète de 824 (ou 827/828) à 961. La Canée fut reprise en 921 par les Byzantins qui fortifient la ville pour empêcher sa reconquête par les musulmans.
Après la quatrième croisade et le démantèlement de l’Empire byzantin, en 1204, la Crète est donnée à Boniface de Montferrat, qui choisit de la revendre aux Vénitiens, qui établissent une colonie à La Canée en 1252, la cité étant alors reconstruite. Elle est le siège administratif de la Crète occidentale, un centre de commerce et le chef-lieu d’une région agricole fertile. Des fortifications sont construites pour la protéger des invasions et des pirates, donnant à la vieille ville la forme qu’elle a aujourd’hui. Malgré cela, en 1266, La Canée est pillée par les Génois, ennemis des Vénitiens.

### Renaissance
En 1644, un bateau convoyant un dignitaire ottoman est arraisonné par les chevaliers de Malte, qui transportent le butin à La Canée. Le sultan en prend prétexte pour déclencher la guerre de Crète. Les Turcs débarquent au monastère de Goniá, à Kissamos, qu’ils pillent et incendient. Sous le commandement de Youssouf Pacha (en), ils s'emparent de La Canée le 12 août 1645 au terme d'un siège de 57 jours.
Les richesses de la ville sont prises puis la plupart des églises tant orthodoxes grecques que catholiques vénitiennes sont transformées en mosquées. L'église Saint-Roch fait néanmoins figure d'exception à ces conversions. Les Turcs résident principalement dans les quartiers est de la ville, Kastelli et Splantzia, où ils convertissent l’église dominicaine de Saint-Nicolas en mosquée Hünkiyar Cami. Ils construisent également de nouvelles mosquées telles que la mosquée Küçük Hasan dite « des Janissaires » sur le port, des bains publics (thermes, désormais dénommés hammams), et des fontaines, éléments importants des cités byzantines puis turques. Le pacha de Crète résidait à La Canée.

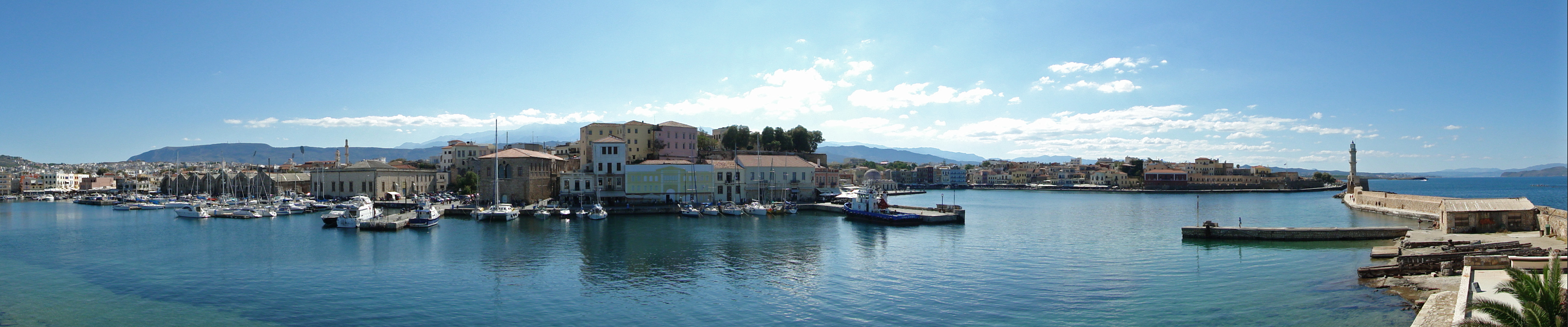
Port de La Canée.

### Époque moderne

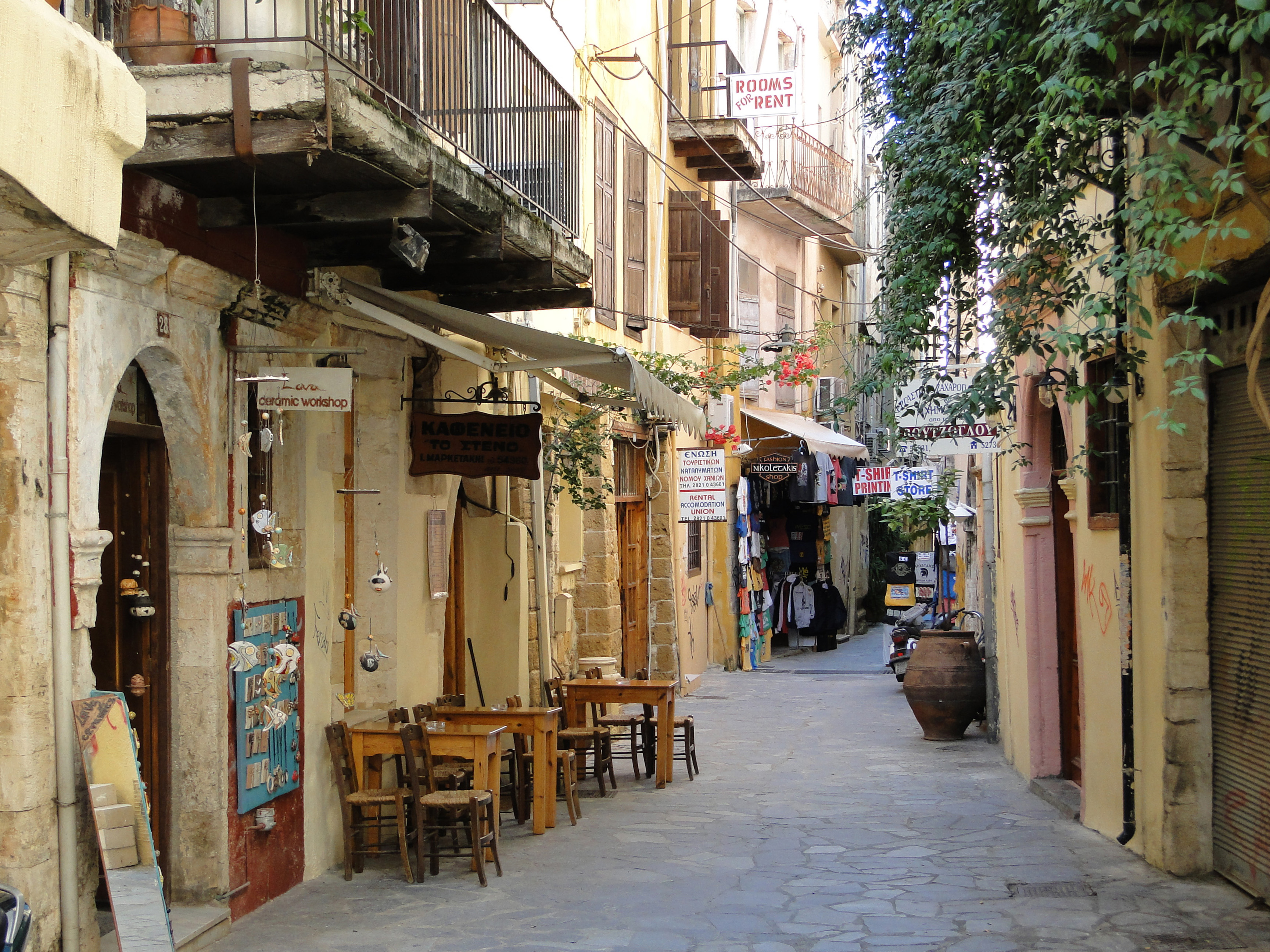
Rue de La Canée.

En 1821, alors que la Grèce se soulève contre l’Empire ottoman, beaucoup de chrétiens sont massacrés, y compris l’évêque de Kissamos, pendu à un arbre.
Elefthérios Venizélos, originaire de Mourniés près de La Canée, est un des meneurs de la révolte crétoise de 1897-1898 contre les Ottomans. Il devient par la suite Premier ministre de Grèce. Sa tombe est au sommet d’une colline surplombant La Canée. En 1898, pendant les derniers pas vers l’indépendance et l'enosis (union avec la Grèce) de la Crète, les grandes puissances font de La Canée la capitale d’un État crétois semi-autonome, avec le prince Georges de Grèce à sa tête. À cette période, le quartier de Chalépa héberge les ambassades et consulats anglais, français, allemand, austro-hongrois et russe dont les édifices néoclassiques sont toujours là. La capitale de l’île est transférée à Héraklion en 1971.

## La ville aujourd’hui

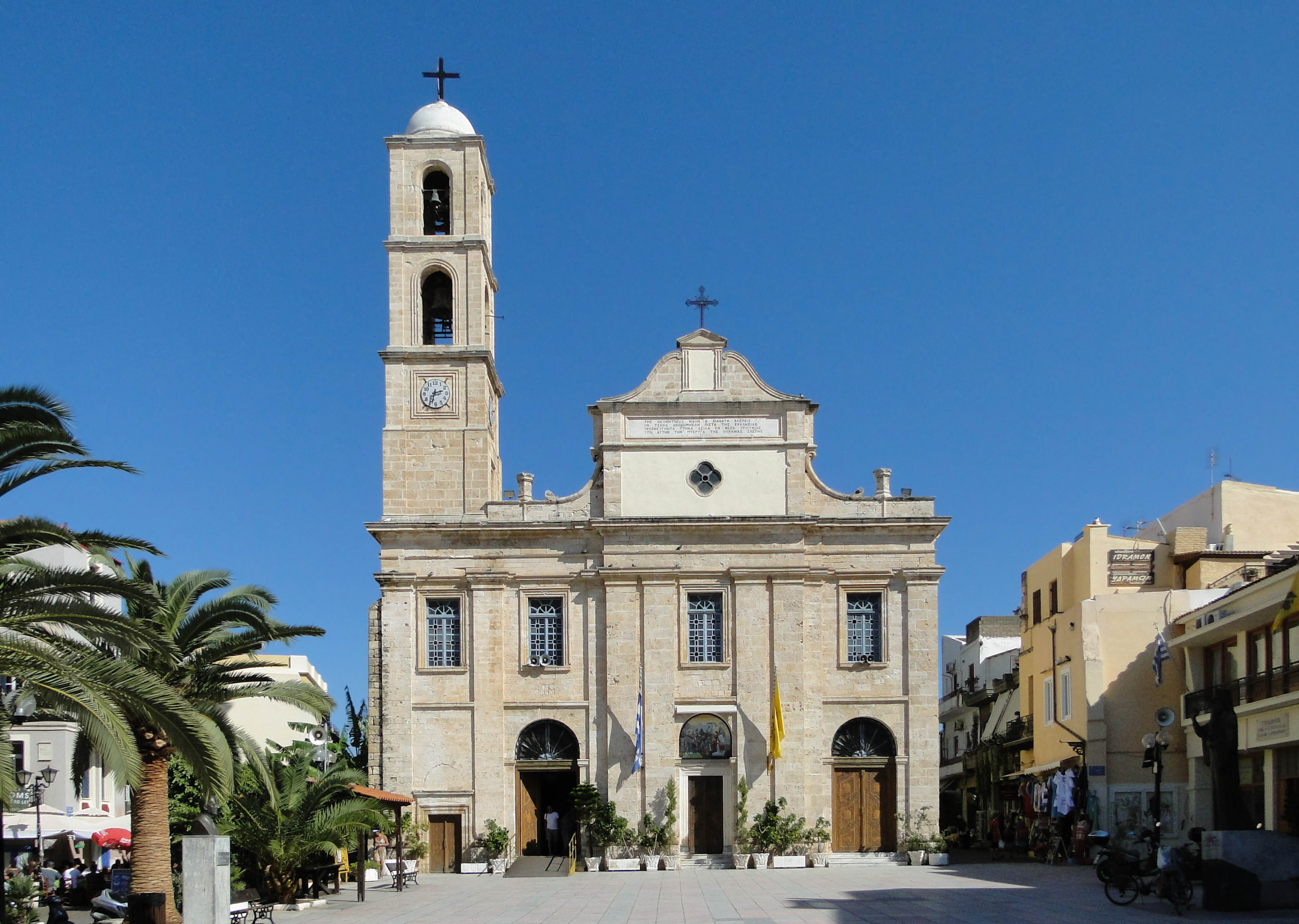
Cathédrale orthodoxe.

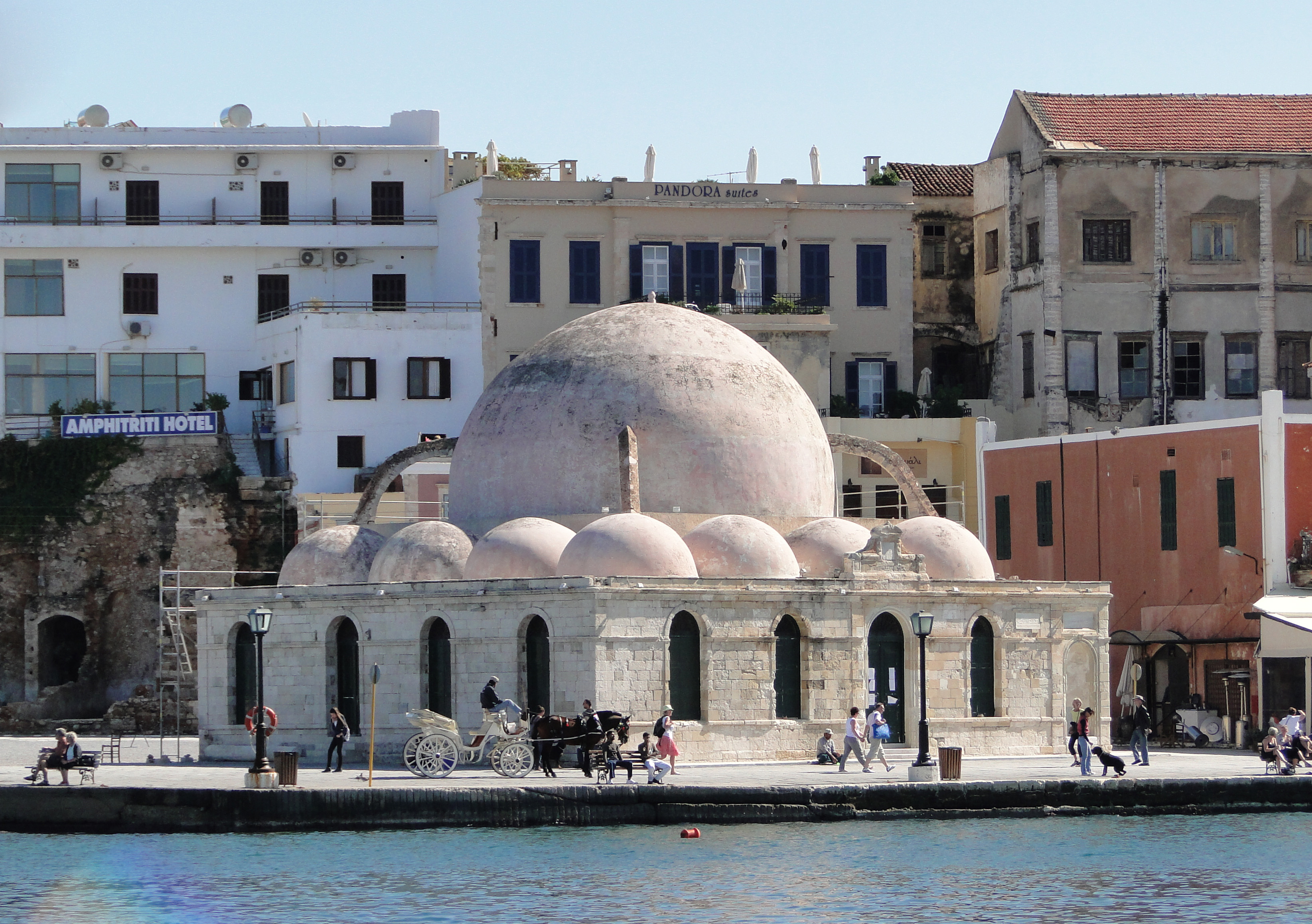
Mosquée des Janissaires.

Bien qu’elle ait été bombardée pendant la Seconde Guerre mondiale, La Canée est l'une des plus pittoresques villes de Crète, particulièrement le port vénitien avec son phare du XVe siècle et la « mosquée des Janissaires ». La plupart des bâtiments ont été restaurés afin de devenir des hôtels, des magasins ou des bars. Le quartier de la Splantzia, derrière le port et les arsenaux vénitiens, est largement intact et très évocateur de l’atmosphère d’alors. La cathédrale (en) grecque orthodoxe de 1860 est située dans un square, faisant face à la cathédrale catholique romaine (en). La synagogue Etz Hayyim, dans le quartier Topanas, a été restaurée ces dernières années, l’empêchant ainsi de tomber en ruine après que la communauté juive de La Canée a été déportée par les soldats du Troisième Reich en 1944. Une torpille britannique coula le Tanais qui transportait la plupart des juifs prisonniers.
La ville possède un musée archéologique, un musée de la marine et un musée du folklore, des galeries d’art et de nombreux magasins et tavernes dans la vieille ville. Le marché couvert datant de 1913, est aux abords de la vieille ville et est populaire aussi bien auprès des touristes que des habitants. Dans la nouvelle ville, on trouve l’université et la mairie.
| Année | Population | Taux de croissance |
| ----- | ---------- | ------------------ |
| 1981  | 47 471     | -                  |
| 1991  | 50 007     | +5,34 %            |

## Transports
La ville possède un aéroport international : celui de La Canée Ioánnis-Daskaloyánnis (code AITA : CHQ), sur la péninsule d'Akrotíri. L’aéroport tient son nom de Daskaloyánnis, un héros sfakiote écorché vif par les Turcs au XVIIIe siècle. Il y a plusieurs vols quotidiens depuis Athènes. L’été, les vols charters depuis l’Allemagne, la Grande-Bretagne ou les autres pays d’Europe sont également fréquents.
Souda, à 7 km à l’est, est le port de la ville et le lieu d’une base navale de l’OTAN. La ville est reliée quotidiennement au Pirée (Athènes) par des liaisons régulières en ferry assurées par les compagnies ANEK Lines, Minoan Lines et Blue Star Ferries.

## Éducation
Sur ses hauteurs de la ville, à 7 km du centre-ville, on retrouve l'université technique de Crète située dans la localité de Kounoupidianá. L'université regroupe en son sein plus de 3 500 étudiants et est reconnue pour son département d'ingénierie.
On y trouve aussi l'institut agronomique méditerranéen de La Canée, un des quatre instituts du Centre international de hautes études agronomiques méditerranéennes.

## Sport
- Football : AC La Canée (1945-2017) puis fusion avec le PGS Kissamos (1926-2017) sous le nom PAE La Canée.

## Lieux et monuments
- Fortifications byzantines et vénitiennes (en).
- Mosquée Hassan-Pacha, plus connue sous le nom de mosquée des Janissaires.
- Église d'Evangelístria (premier quart du XXe siècle).
- Église Saint-Nicolas, avec un clocher et un ancien minaret ottoman.
- Église Sainte-Marie-Madeleine, église orthodoxe consacrée en 1903.
- Maison d'Elefthérios Venizélos.
- Musée archéologique de La Canée.
- Musée maritime de Crète.
- Marché couvert de La Canée, datant de 1913.
- Musée de la typographie. Situé en dehors de la ville, au parc biotechnologique, près de la route d'Héraklion, sur une surface de 1 200 m2, et créé en 2005, il présente une vaste collection de machines et d'outils, ainsi que d'éditions anciennes.

## Jumelages
| Ville | Ville          | Pays | Pays             |
| ----- | -------------- | ---- | ---------------- |
|       | Paphos         |      | Chypre           |
|       | Wellington (d) |      | Nouvelle-Zélande |
|       | Žilina         |      | Slovaquie        |

## Personnalités liées à La Canée
- Konstantínos Mitsotákis (1918 – 2017), homme politique grec est né le 18 octobre 1918 à la Canée, Premier ministre grec.
- L'acteur américain John Aniston, de son vrai nom Ioánnis Antónios Anastasákis, est né le 24 juillet 1933 à La Canée.
- La chanteuse Nana Mouskouri est née le 13 octobre 1934 à La Canée.
- Konstantínos Koulierákis (2003-), footballeur grec né à La Canée.

## Climat

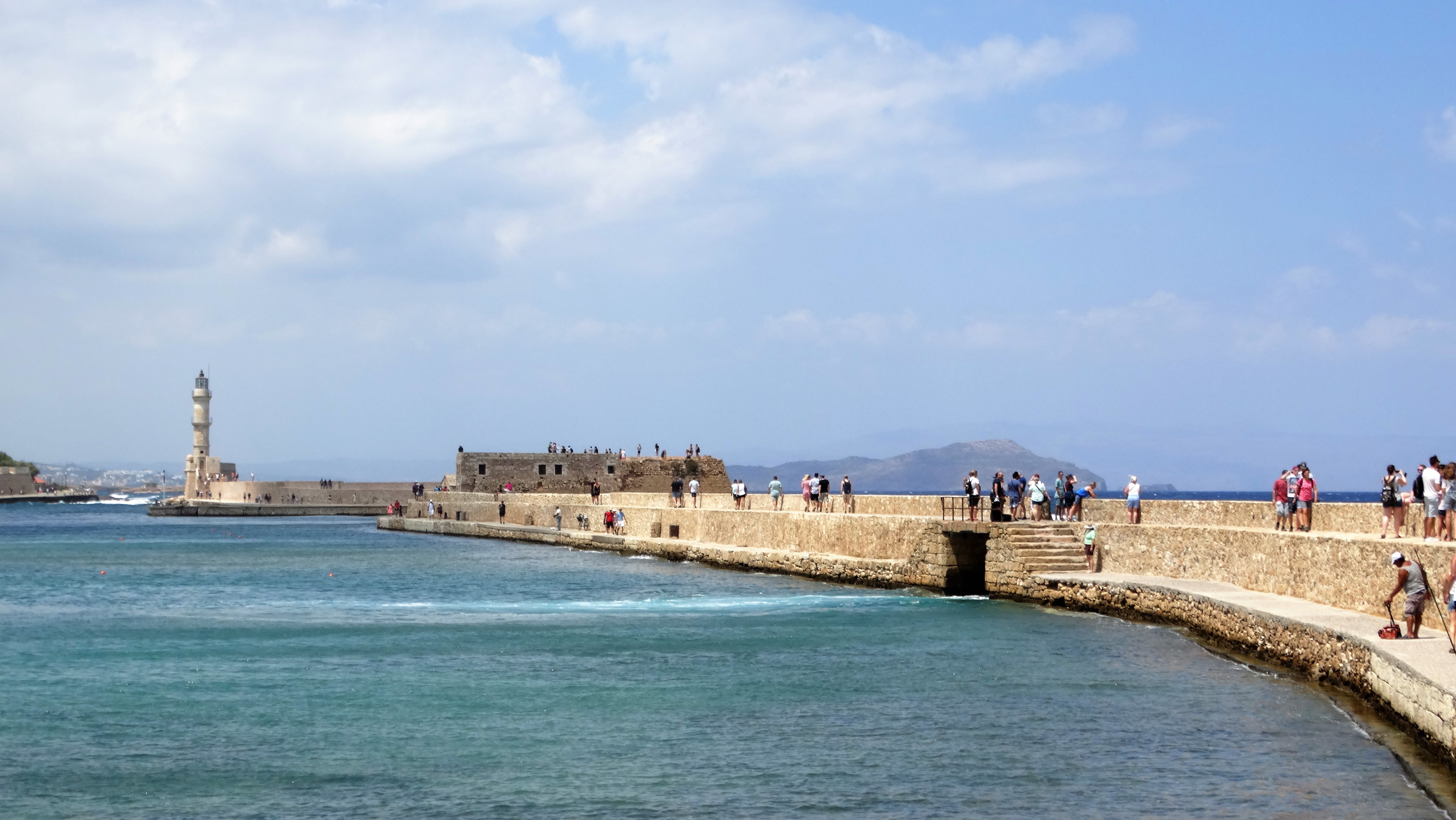
Port de La Canée en été.

La Canée bénéficie d'un climat méditerranéen caractérisé par des hivers frais et humides et des étés chauds et secs.
| Mois                              | jan.  | fév.  | mars | avril | mai  | juin | jui. | août | sep. | oct. | nov. | déc. | année |
| --------------------------------- | ----- | ----- | ---- | ----- | ---- | ---- | ---- | ---- | ---- | ---- | ---- | ---- | ----- |
| Température minimale moyenne (°C) | 7,5   | 7,7   | 8,6  | 11,1  | 14,5 | 18,5 | 20,6 | 20,5 | 18,2 | 15,1 | 11,9 | 9,3  | 13,6  |
| Température moyenne (°C)          | 10,8  | 11,1  | 12,6 | 15,8  | 20   | 24,4 | 26,4 | 25,8 | 23   | 19   | 15,6 | 12,6 | 18,1  |
| Température maximale moyenne (°C) | 14,4  | 14,9  | 16,6 | 20,1  | 24,4 | 28,7 | 30,3 | 29,9 | 27,3 | 23,1 | 19,6 | 16,2 | 22,1  |
| Précipitations (mm)               | 141,7 | 112,4 | 80,7 | 31,8  | 13   | 4,6  | 1,3  | 1,5  | 18,7 | 80,1 | 72,8 | 93,9 | 652,6 |